# 모데나 레조 공국
모데나 레조 공국(에밀리아어: Duchêt ed Mòdna e Rèz, 이탈리아어: Ducato di Modena e Reggio, 라틴어: Ducatus Mutinae et Regii)은 1452년 이탈리아 북서부에 위치한 국가로 현재의 에밀리아로마냐 지역에 위치한다. 그것은 설립 이후 고귀한 에스테가에 의해 통치되었으며 1814년 이후 오스트리아에 의해 통치되었다.

## 행정 구역
- 모데나
- 레조
- 구아스텔라
- 프리그나노
- 가르파그나나
- 루니지아나
- 마사와 카라라

## 같이 보기
- 페라라 공국